# Legações Papais

Escudo de Armas dos Estados Pontifícios.

Legações Papais eram as cinco grandes regiões em que se dividia administrativamente os Estados Pontifícios entre a Restauração (1815) e a Tomada de Roma (1870). As subdivisões eram, de facto, delegações apostólicas, determinadas como circunscrições territoriais pela reforma de papa Pio VII de 6 de Julho de 1816, reagrupando as delegações existentes (Emília-Romanha, Marcas, Úmbria, Lácio e Campânia).

## História
Abandonando a repartição precedente em onze províncias, o Estado foi subdividido em dezessete delegações, às quais se juntava a Comarca de Roma. As delegações equivaliam grosso modo às Províncias de Itália republicana e detinham o poder executivo, ao contrário das frágeis províncias do Reino de Itália (1861-1946) reduzidas a uma pura repartição territorial e sujeita a intempestivos controlos governamentais.
As Delegações tomavam o nome de Legações quando eram governadas por um Cardeal. Como isso era feito de forma rotineira nas delegações da Emília Romanha, o termo legação utilizado num sentido absoluto, fazia alusão aos quatro distritos que compunha esse território (Bolonha, Ferrara, Forlì e Ravena). No entanto, em 1850, a reforma administrativa de Pio IX reserva o título de legações às cinco grandes regiões já citadas.

## Classificação e estrutura
O Movimento próprio de Sua Santidade o Papa Pio VII em 6 de Julho de 1816 sobre a organização da função pública, institui as Delegações apostólicas, distingue as novas circunscrições em três classes, dotando-as de tratamento e honra diferentes.

À cabeça de cada Delegação estava colocado um Prelado (delegado), nomeado pelo Papa e organicamente equiparado a uma Secretaria de Estado .
No caso de se tratar de um Cardeal, ele assumia o título de legado. Isso era possível apenas nas Delegações de 1.ª classe.

O delegado (ou legado de acordo com os casos) era assessorado por dois assessores, sempre nomeados pelo Papa, com funções auxiliares de natureza judiciária (um no Direito civil, o outro no Direito penal).
Para além do delegado e dos assessores estava previsto uma Congregação governamental composta por :
- quatro membros nas delegações de 1.ª classe (sendo dois da sede e outros dois da circunscrição)[5];
- três membros nas delegações de 2.ª classe (sendo dois da sede e um da circunscrição);
- dois membros nas delegações de 3.ª classe (sendo um da sede e um da circunscrição)[6].

Em cada Delegação a administração da justiça estava entregue a um tribunal de primeira instância para as questões civis e a um tribunal criminal para as questões penais.

## Legações e delegações
A subdivisão administrativa do Estados pontifícios em Legações e Delegações foi efectuada pelo papa Pio VII a partir de 1816 para as principais áreas, excepto Orvieto, em 1831, e Velletri, em 1832.
| Delegações                   | Classe | Sede          | Distritos                                 |
| ---------------------------- | ------ | ------------- | ----------------------------------------- |
| Legação de Bolonha           | 1.ª    | Bolonha       |                                           |
| Legação de Ferrara           | 1.ª    | Ferrara       |                                           |
| Legação de Forlì             | 1.ª    | Forlì         | Cesena, Forlì, Rimini                     |
| Legação de Ravena            | 1.ª    | Ravena        | Faenza, Imola, Ravena                     |
| Delegação de Urbino e Pesaro | 1.ª    | Urbino        | Fano, Gubbio, Pesaro, Senigália, Urbino   |
| Delegação de Macerata        | 2.ª    | Macerata      | Fabriano, Loreto, Macerata, San Severino  |
| Delegação de Ancôna          | 2.ª    | Ancona        | Ancona, Jesi, Osimo                       |
| Delegação de Fermo           | 2.ª    | Fermo         |                                           |
| Delegação de Ascoli          | 3.ª    | Ascoli        | Ascoli, Montalto                          |
| Delegação de Camerino        | 3.ª    | Camerino      |                                           |
| Delegação de Perúgia         | 2.ª    | Perúgia       | Città di Castello, Foligno, Perúgia, Todi |
| Delegação de Espoleto        | 2      | Espoleto      | Nórcia, Espoleto, Terni                   |
| Delegação de Rieti           | 3.ª    | Rieti         | Poggio Mirteto, Rieti                     |
| Delegação de Frosinone       | 2.ª    | Frosinone     | Anagni, Frosinone, Pontecorvo, Terracina  |
| Delegação de Orvieto         |        | Orvieto       |                                           |
| Delegação de Viterbo         | 2.ª    | Viterbo       | Orvieto, Viterbo                          |
| Delegação de Civitavecchia   | 3.ª    | Civitavecchia |                                           |
| Delegação de Velletri        |        | Velletri      |                                           |
| Comarca de Roma              |        | Roma          | Roma, Subiaco, Tivoli                     |

Esta repartição respeita à totalidade ou parte da Emília-Romanha, Marcas, Úmbria, Lácio e Campânia.